# Macrosiphoniella flaviviridis
Macrosiphoniella flaviviridis är en insektsart. Macrosiphoniella flaviviridis ingår i släktet Macrosiphoniella och familjen långrörsbladlöss. Inga underarter finns listade i Catalogue of Life.